# Otto Günsche
Otto Günsche (Jena, 24 september 1917 - Lohmar, 2 oktober 2003) was een Duitse SS'er en de laatste jaren van de Tweede Wereldoorlog de persoonlijke adjudant van Adolf Hitler.
Op zijn zestiende trad Günsche vrijwillig toe tot de SS-Leibstandarte (de latere 1. SS-Panzer-Division Leibstandarte-SS Adolf Hitler). In 1935 werd hij ook lid van de Nationaalsocialistische Duitse Arbeiderspartij. Gedurende de eerste periode van de oorlog werd hij ingezet bij de Waffen-SS. In januari 1943 werd hij waarnemend adjudant van Hitler, vervolgens vocht hij nog een half jaar aan het front en werd in februari 1944 officieel aangesteld als Hitlers persoonlijke adjudant.
Günsche was aanwezig toen Claus von Stauffenberg op 20 juli 1944 tevergeefs Hitler probeerde te vermoorden; Günsche raakte hierbij lichtgewond.
Tegen het einde van april 1945, toen het ook Hitler duidelijk was geworden dat het Derde Rijk zou instorten, vroeg hij Günsche ervoor te zorgen dat zijn lichaam na zijn zelfmoord zou worden verbrand. Nadat Hitler zich op 30 april het leven had benomen, deed de op dat moment 27-jarige Günsche wat hem was gevraagd en verliet enkele uren later de Führerbunker. Kort daarna werd hij gevangengenomen door de Sovjets bij hun inname van Berlijn. Zij zetten hem langdurig vast in Moskou. In 1955 werd hij naar de gevangenis van Bautzen in de DDR overgeplaatst, alwaar hij in 1956 werd vrijgelaten. Hij vluchtte daarop naar West-Duitsland, waar hij in Bergisch Gladbach werkte voor een geneesmiddelenfirma.
In 2003 overleed Otto Günsche op 86-jarige leeftijd thuis aan een hartaanval. Op zijn eigen verzoek werd zijn as uitgestrooid over de Noordzee.

## Militaire loopbaan
- SS-Untersturmfuhrer: 21 juni 1942
- SS-Obersturmfuhrer: 20 april 1943
- SS-Hauptsturmführer: 20 april 1944
- SS-Sturmbannführer der Waffen-SS: 21 december 1944

## Lidmaatschapsnummers
- NSDAP-nr.: (lid geworden 1 maart 1935[3][4])
- SS-nr.: 257 773 (lid geworden 1 augustus 1934[3][4])

## Decoraties
- IJzeren Kruis 1939, 1e Klasse[4] (december 1943) en 2e Klasse[4]
- Kruis voor Oorlogsverdienste, 2e Klasse met Zwaarden
- Gewondeninsigne 1939 in zwart[4]
- Gewondeninsigne 1939, speciale versie "20e juli 1944" in zwart op 20 september 1944[5] Andere bron: zilver versie op 26 juli 1944[4]
- Storminsigne van de Infanterie in zilver[4]
- Dienstonderscheiding van Leger en Marine (4 dienstjaren)[4]
- Westwall Medaille
- Medaille ter Herinnering aan de 13e Maart 1938[4]
- Medaille ter herinnering aan de Thuiskomst van het Memelland[4]
- Medaille ter Herinnering aan de 1e Oktober 1938 met gesp „Prager Burg“[4]
- Dienstonderscheiding van de NSDAP in brons[4]
- Gouden Ereteken van de Hitlerjeugd[4]

- Bibsys: 5090399
- Bibliothèque nationale de France: cb15033179r (data)
- Gemeinsame Normdatei: 129899046
- International Standard Name Identifier: 0000 0001 2124 8062
- Library of Congress Control Number: no2005071167
- Nationale Bibliotheek van Letland: 000322051
- Nationale Bibliotheek van Tsjechië: jx20060506026
- Nationale Bibliotheek van Israël: 987007306123305171
- Nederlandse Thesaurus van Auteursnamen: 281369526
- Système universitaire de documentation: 092745369
- Virtual International Authority File: 24882581
- WorldCat: E39PBJgMBpgVhpMbmck8CHDyVC